# Olympische Jugend-Sommerspiele 2018/Teilnehmer (Kamerun)
| Gelbes Symbol für Goldmedaillen mit stilisierten Olympischen Ringen | Graues Symbol für Silbermedaillen mit stilisierten Olympischen Ringen | Braundes Symbol für Bronzemedaillen mit stilisierten Olympischen Ringen |
| ------------------------------------------------------------------- | --------------------------------------------------------------------- | ----------------------------------------------------------------------- |
| —                                                                   | —                                                                     | —                                                                       |

Die Jugend-Olympiamannschaft aus Kamerun für die III. Olympischen Jugend-Sommerspiele vom 6. bis 18. Oktober 2018 in Buenos Aires (Argentinien) bestand aus 16 Athleten.

## Athleten nach Sportarten

### Badminton
Mädchen
- Madeleine Akoumba Ze
Einzel: 25. Platz
Mixed: 5. Platz (im Team Sigma)

### Futsal
Mädchen
- 6. Platz
- Pharelle Nelly Karis
- Richelle Nankia Tsafouet
- Syrielle Mbofewuie
- Brigitte Mbomozomo Ntyame
- Julie Nke Nke
- Natacha Elam Ekosso
- Colette Ndzana Fegue
- Vanessa Kalieu Moungoue
- Doly Wabeua Djiatio
- Linda Tchomte Kenmoe

### Gewichtheben
Jungen
- Hermann Ngaina
Mittelgewicht: 5. Platz

### Judo
Jungen
- Jalen Kon Elijah
Klasse bis 66 kg: 9. Platz
Mixed: 9. Platz (im Team Barcelona)

### Leichtathletik
Mädchen
- Raphael Ngaguele Mberlina
100 m: 5. Platz

### Ringen
Mädchen
- Natacha Nabaina
Freistil bis 57 kg: 10. Platz
- Lydia Toida
Freistil bis 65 kg: 10. Platz